# 公孙宽
公孙寬（？—？），羋姓，名寬，春秋末期楚国的司马，司马子期之子，楚平王之孫，公孙平的兄弟，《墨子》中称為魯陽文君。

## 簡介
前479年，白公之亂，伯父令尹子西、父亲司马子期被杀，平乱后，沈诸梁以子西之子公孙宁为令尹，子期之子公孙宽为司马。前476年，越国入侵楚国，公子庆、公孙宽追击越师，到冥，没有追上，回军。